# آلن بوسکه
آلن بوسکه (به فرانسوی: Anatole Bisk - Alain Bosquet) شاعر و نویسنده قرن بیستم میلادی اهل فرانسه است.
از "آلن بوسکه " در زبان فارسی کتاب "فردا بی من " که آخرین مجموعه شعر اوست با عنوان " نبودن خیلی راحت‌تره" با ترجمه  سهند آقایی  و سید محمدمهدی شجاعی سال ۱۳۸۷ توسط نشر مشکی منتشر شده‌است.